# Inpabasis rosea
Inpabasis rosea – gatunek ważki z rodziny łątkowatych (Coenagrionidae). Występuje w północnej części Ameryki Południowej; stwierdzony w Brazylii (w stanie Amazonas), Wenezueli, Surinamie i Gujanie Francuskiej.
Gatunek ten opisał w 1877 roku Edmond de Sélys Longchamps w oparciu o pojedynczy okaz samca; autor nadał gatunkowi nazwę Leptobasis rosea. W 2002 roku R.W. Garrison i J.M. Costa za młodszy synonim tego gatunku uznali takson Inpabasis eliasi opisany w 1961 roku przez N.D. Santosa.